# Wahlkreis Aberdeen South (Schottisches Parlament)
| Aberdeen South                       |
| ------------------------------------ |
| Aberdeen South · North East Scotland |
| Gebildet                             |
| 1999                                 |
| Abgeschafft                          |
| 2011                                 |
| Regionen                             |
| Aberdeen                             |

Aberdeen South war ein Wahlkreis für das Schottische Parlament. Er wurde 1999 als einer von neun Wahlkreisen der Wahlregion North East Scotland eingeführt, die im Zuge der Revision der Wahlkreise im Jahre 2011 neu zugeschnitten und auf zehn Wahlkreise erweitert wurde. Hierbei wurde der Wahlkreis Aberdeen South abgeschafft. Er umfasste die südlichen Stadtteile von Aberdeen und ist in dem heutigen Wahlkreis Aberdeen South and North Kincardine aufgegangen. Bei Zensuserhebung 2001 lebten insgesamt 76.622 Personen innerhalb seiner Grenzen. Es wurde ein Abgeordneter entsandt.

## Wahlergebnisse

### Parlamentswahl 1999
| Ergebnisse der Parlamentswahl 1999 | Ergebnisse der Parlamentswahl 1999 | Ergebnisse der Parlamentswahl 1999 | Ergebnisse der Parlamentswahl 1999 |
| Partei                             | Kandidat                           | Stimmen                            | %                                  |
| ---------------------------------- | ---------------------------------- | ---------------------------------- | ---------------------------------- |
| Liberal Democrats                  | Nicol Stephen                      | 11.300                             | 32,6                               |
| Labour                             | Mike Elrick                        | 9540                               | 27,5                               |
| Conservative                       | Nanette Milne                      | 6993                               | 20,2                               |
| SNP                                | Irene McGugan                      | 6651                               | 19,2                               |
| Socialist Workers                  | Scott Sutherland                   | 206                                | 0,6                                |

### Parlamentswahl 2003
| Ergebnisse der Parlamentswahl 2003 | Ergebnisse der Parlamentswahl 2003 | Ergebnisse der Parlamentswahl 2003 | Ergebnisse der Parlamentswahl 2003 | Ergebnisse der Parlamentswahl 2003 |
| Partei                             | Kandidat                           | Stimmen                            | %                                  | ±                                  |
| ---------------------------------- | ---------------------------------- | ---------------------------------- | ---------------------------------- | ---------------------------------- |
| Liberal Democrats                  | Nicol Stephen                      | 13.821                             | 45,9                               | +13,3                              |
| Labour                             | Richard Baker                      | 5805                               | 19,3                               | −8,2                               |
| Conservative                       | Ian Duncan                         | 5230                               | 17,4                               | −2,8                               |
| SNP                                | Maureen Watt                       | 4315                               | 14,3                               | −4,9                               |
| Scottish Socialist                 | Keith Farnsworth                   | 953                                | 3,2                                | +3,2                               |
| Wahlbeteiligung: 30.124 (51,76 %)  |                                    |                                    |                                    |                                    |

### Parlamentswahl 2007
| Ergebnisse der Parlamentswahl 2007 | Ergebnisse der Parlamentswahl 2007 | Ergebnisse der Parlamentswahl 2007 | Ergebnisse der Parlamentswahl 2007 | Ergebnisse der Parlamentswahl 2007 |
| Partei                             | Kandidat                           | Stimmen                            | %                                  | ±                                  |
| ---------------------------------- | ---------------------------------- | ---------------------------------- | ---------------------------------- | ---------------------------------- |
| Liberal Democrats                  | Nicol Stephen                      | 10.843                             | 36,3                               | −9,6                               |
| SNP                                | Maureen Watt                       | 8111                               | 27,1                               | +12,8                              |
| Labour                             | Rami Okasha                        | 5499                               | 18,4                               | −0,9                               |
| Conservative                       | David Davidson                     | 5432                               | 18,2                               | +0,8                               |
| Wahlbeteiligung: 29.885 (52,71 %)  |                                    |                                    |                                    |                                    |